# Língua paiwan
A língua paiwan (em paiwan: vinuculjan, AFI: /vinutsuʎan/) é uma língua formosana da família austronésia e um dos idiomas falados pelos grupos indígenas de Taiwan, utilizado  pelo povo nativo paiwan residente na região montanhosa do sul do país, bem como por algumas comunidades na China continental.
Considerado um dos idiomas oficiais de Taiwan pelo Conselho dos Povos Indígenas, o paiwan é a segunda língua indígena mais utilizada do país, com mais de 100 mil falantes nativos. Apesar disso, o idioma é afetado pelas tensões nas relações China-Taiwan, exemplificadas pela generalização do termo Gaoshan (que significa "alto da montanha") para denominar todos os povos indígenas taiwaneses em território chinês. Esses fatores históricos classificam a língua paiwan como vulnerável de acordo com a UNESCO.
Estima-se que os povos indígenas estão em Taiwan há mais de 6 mil anos e que tenham recebido influência de várias culturas e línguas, incluindo a ocupação holandesa do sul de Taiwan, o avanço da China para a mesma região e  a ocupação japonesa de 1895. Como consequência desses eventos, o paiwan, que somente era usado por via oral, passou a desenvolver sua escrita a partir da romanização da língua por pesquisadores, processo intensificado após o reconhecimento dos idiomas indígenas pelo governo taiwanês, em 2005,  atribuindo-lhe o alfabeto latino. 
O idioma paiwan falado nas montanhas da ilha Formosa é distribuído em dois condados localizados a oeste e a leste do monte Dawu Norte, respectivamente: Pingtung e Taitung. Os falantes do paiwan habitantes de Taitung utilizam o paiwan oriental, enquanto os habitantes de Pingtung, dependendo da localização de suas vilas, podem falar o paiwan do norte, o paiwan central e o paiwan do sul. Ho (1978) divide os dialetos do paiwan em grupo Sudeste (ou grupo palatal) e grupo Noroeste (ou grupo dental).

## Etimologia
A origem do termo paiwan ainda é incerta, no entanto, há três teorias que predominam.
- A primeira tese, proposta por Ho (1978), indica que o povo paiwan, originalmente residente na montanha Dawu Norte, atribuiu o nome paiwan, que significa "povo da montanha", para referir a si, classificando o termo como um endônimo;[8]

- Outra sugestão foi proposta por Ferrel (1982) e sugere que o nome vem de outros grupos indígenas de Taiwan, que chamavam o povo paiwan de pariwan, devido a este nome ser tipo de planta de alta altitude usada na fabricação de guirlandas decorativas para a cabeça. Ferrel defende que paiwan seria o nome originado a partir da derivação de pariwan, caracterizando-o como um [[exônimo];[8]

- A terceira teoria, sugerida por Pan (1997), sustenta que paiwan é um exônimo derivado do nome de uma antiga vila em Taiwan que os holandeses chamavam de Paghiwagn ou Pachiwan.[9] Essa vila, também conhecida como se-Paiwan, está localizada perto do Rio Ailiao (隘寮溪), na fronteira entre Kaohsiung e Pingtung.

## Distribuição

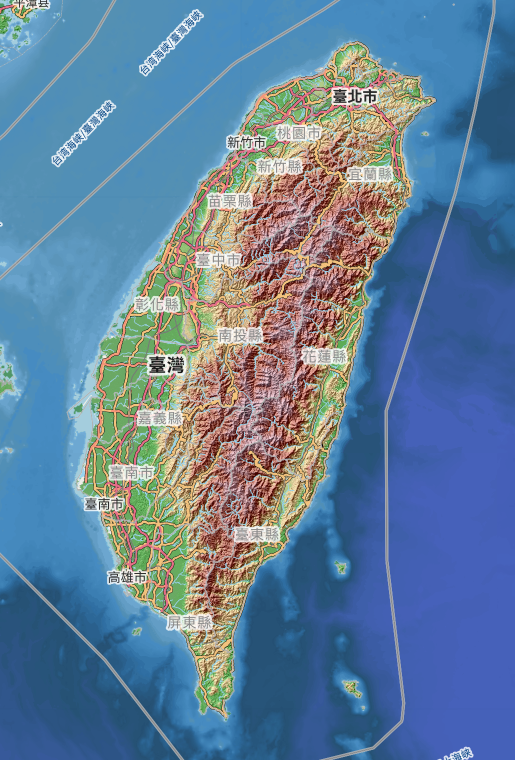
Mapa topográfico de Taiwan. As regiões vermelhas indicam a área da cordilheira central de Taiwan

Com pouco mais de 100 mil falantes, a língua paiwan é usada quase completamente pelo grupo étnico de mesmo nome, localizado nas regiões sul e sudeste de Taiwan e China, respectivamente. Em Taiwan, território com o maior número de falantes, o povo paiwan concentra-se nos condados de Pingtung (a oeste) e Taitung (a leste), especificamente próximo ao monte Dawu Norte, na cordilheira Central. Por outro lado, na China, esse grupo étnico, formado por cerca de 700 habitantes, é distribuído na província de Fujian, com maior foco na cidade de Zhangzhou.
O processo migratório do povo paiwan na ilha Formosa pode ser notado desde o período das invasões estrangeiras em território taiwanês. Como resultado da ocupação japonesa e das políticas de assimilação, muitos membros da comunidade participaram de movimentos migratórios internos em Taiwan, com famílias se deslocando para outras áreas mais seguras ou em busca de melhores condições de vida. Além disso, durante a Guerra Civil Chinesa, entre 1946 e 1949, alguns homens paiwan foram alistados involuntariamente nas forças anticomunistas do Kuomintang, e, no fim da guerra, vários permaneceram na China e formaram suas próprias comunidades em Fujian.

### Dialetos
Há vários estudos acerca das classificações dialetais das diversas variedades do idioma paiwan, incluindo abordagens geográficas, fonológicas e étnicas. 
O critério geográfico agrupa os dialetos em paiwan do norte, paiwan central, paiwan do sul e paiwan do leste. Os três primeiros são falados no condado de Pingtung, enquanto o paiwan do leste, ou paiwan oriental, é falado no condado de Taitung.
O critério étnico divide o povo paiwan em dois grupos: Raval e Vucul. O grupo étnico Raval é associado aos dialetos localizados no município de Santimen, localizado ao norte do condado de Pingtung, enquanto o grupo Vucul engloba todos os outros. Saichia e santi, que também podem ser classificados como pertencentes à categoria paiwan do norte, são exemplos de dialetos do grupo Raval.
A primeira classificação fonológica, elaborada por Ho (1978), dividiu o paiwan em noroeste (dental) e sudeste (palatal). O grupo dental une os sons [tʲ] e [dʲ] com [t] e [d], respectivamente, enquanto o palatal mantém os sons [tʲ] e [dʲ] distintos de [t] e [d].
Uma classificação alternativa (Ferrell & Tjakisuvung, 2016), porém mais recente, é organizada de acordo com aspectos fonológicos mais específicos, considerando dados lexicais de apenas algumas das mais de 100 comunidades tradicionais paiwan. Os grupos e alguns dos exemplos de seus respectivos dialetos são representados a seguir:
- Grupo de dialetos centrais (fonologicamente conservador)

1. Kuljaljau;
2. Tjuaqatsiljay.

- Grupo de fusão de "t";

1. Stimul;
2. Makazayazaya;
3. Se Paiwan;
4. Kazangilan.

- Grupo de mudança de "k" para oclusiva glotal;

1. Tjala’avus (Tjalakavus);
2. Tja’uvu’uvul (Tjakuvukuvul).

- Grupo de fricativa uvular.

1. Butanglu;
2. Pacaval (Daniao);
3. Tjaridik.

| Português       | Saichia          | Saichi                       |
| --------------- | ---------------- | ---------------------------- |
| cansado         | mazeLi (cansado) | maLulay (cansado e com fome) |
| mosquito        | cacarag          | saLapelan                    |
| roupas          | kava             | itung ou kava                |
| fechar os olhos | malimemec        | tikezem                      |
| foice           | tjakaukau        | kaukau                       |
| saltar          | mintuLu          | minpuDuk                     |
| panturrilha     | mau              | vacak                        |

Exemplos de outros dialetos notáveis do paiwan são o piuma e o mudan, estudados por Chen (2006), além do paiwan kuɬaɬau, estudado por Ferrell (1982).

### Línguas relacionadas
O paiwan compartilha similaridades com os demais membros do grupo das línguas formosanas, inserido na família linguística austronésia. Nessa lógica, apesar de não haver uma classificação bem definida acerca da proximidade entre algumas línguas formosanas, estudos associados ao léxico indicam que o paiwan está estreitamente relacionado ao puyuma e ao rukai.
|  | Língua basay-trobiawan |
|  |                        |
|  | Língua kavalan         |
|  |                        |
|  | Língua amis            |
|  |                        |
|  | Língua siraya          |
|  |                        |

|          | Língua thao                                                      |
|          |                                                                  |
|          | Língua taokas-babuza                                             |
|          |                                                                  |
|          | Língua papora-hoanya                                             |
|          |                                                                  |
| Noroeste | \| \| Língua saisiyay \| \| \| \| \| \| Língua kulon \| \| \| \| |
|          | \| \| Língua saisiyay \| \| \| \| \| \| Língua kulon \| \| \| \| |
|          | Língua saisiyay                                                  |
|          |                                                                  |
|          | Língua kulon                                                     |
|          |                                                                  |

|  | Língua saisiyay |
|  |                 |
|  | Língua kulon    |
|  |                 |

|  | Língua basay-trobiawan |
|  |                        |
|  | Língua kavalan         |
|  |                        |
|  | Língua amis            |
|  |                        |
|  | Língua siraya          |
|  |                        |

|          | Língua thao                                                      |
|          |                                                                  |
|          | Língua taokas-babuza                                             |
|          |                                                                  |
|          | Língua papora-hoanya                                             |
|          |                                                                  |
| Noroeste | \| \| Língua saisiyay \| \| \| \| \| \| Língua kulon \| \| \| \| |
|          | \| \| Língua saisiyay \| \| \| \| \| \| Língua kulon \| \| \| \| |
|          | Língua saisiyay                                                  |
|          |                                                                  |
|          | Língua kulon                                                     |
|          |                                                                  |

|  | Língua saisiyay |
|  |                 |
|  | Língua kulon    |
|  |                 |

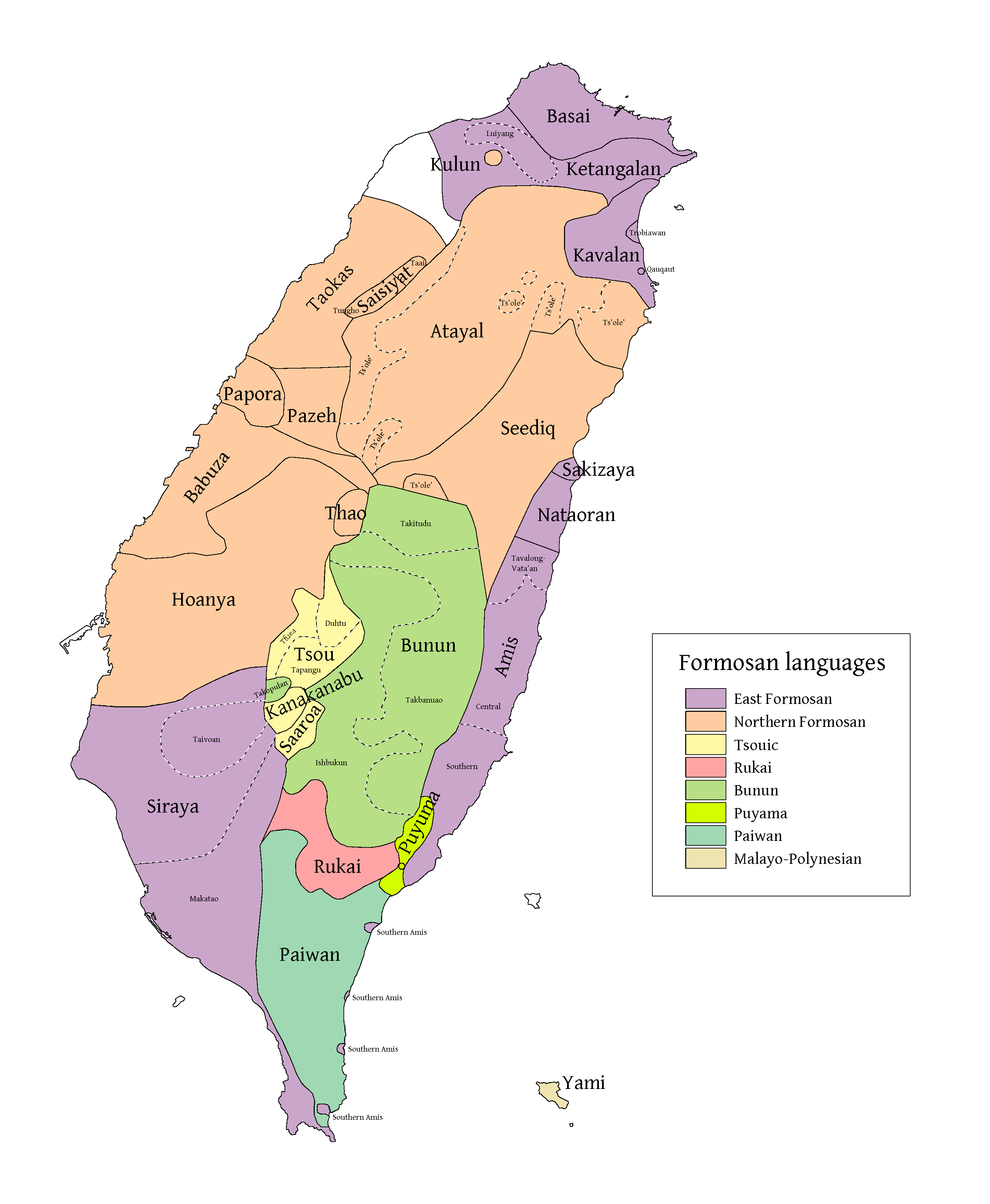
Paiwan (verde escuro – sul)

O esquema acima, elaborado por Chang (2006), representa as relações de proximidade entre as línguas formosanas.

## História

### Evolução da língua
A fluência do idioma paiwan sofreu com a interferência do contato entre seu povo e as diferentes culturas imperialistas globais. Com a criação da Companhia Holandesa das Índias Ocidentais, os holandeses iniciaram trajetos marítimos visando a exploração de novas terras, o que motivou a ocupação dos navegantes em Taiwan (1624-1662). Analogamente, com o início da exploração pelo sul, houve tentativas de controle sobre os povos indígenas, incluindo a imposição de tributos e a escravização, resultando em deslocamentos internos e migrações forçadas para outras regiões de Taiwan e áreas vizinhas.

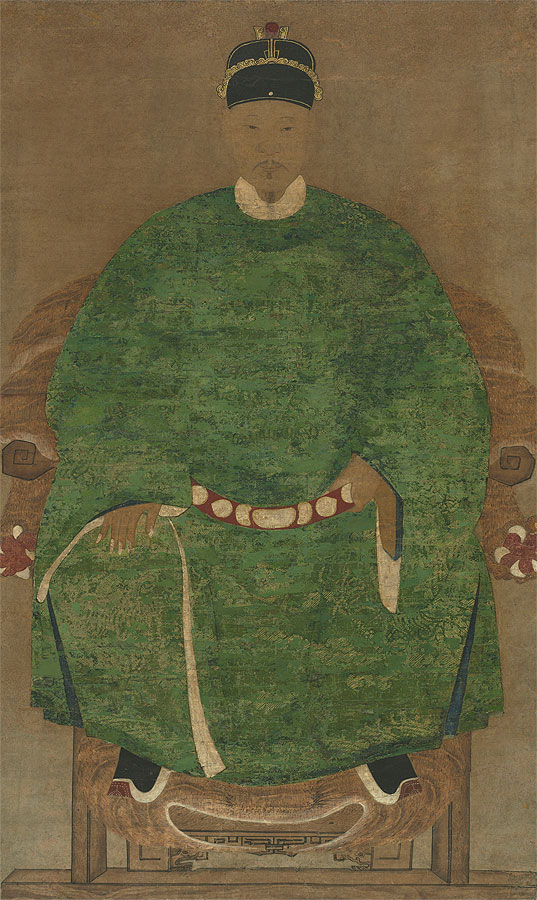
Retrato de Koxinga, ditador nacionalista chinês.

Em 1661, durante a Dinastia Ming, Zheng Cheng-gong (Koxinga) expulsou os holandeses de Taiwan e declarou a ilha como "Capital do Leste" para o regime Ming. Ele implementou a política do "exército de agricultores", treinando soldados para cultivarem terras quando não estivessem em guerra. A colonização agrícola começou em Tainan e se expandiu, com imigrantes Han de Fujian e Cantão participando da agricultura, sendo a primeira vez que Taiwan teve um esforço organizado de cultivo.
A ocupação japonesa em Taiwan de 1874, nomeada expedição punitiva japonesa a Taiwan em 1874, também foi um episódio impactante para os falantes das línguas nativas do país formosano. Caracterizou-se como uma expedição militar criada para punir os indígenas paiwan em resposta ao assasssinato de 54 marinheiros de Ryukyu, provocado pelo contato irregular dos povos indígenas com estrangeiros na costa sul. 
Uma segunda invasão japonesa em Taiwan ocorreu em 1895, ao final da Primeira Guerra Sino-Japonesa, como parte do Tratado de Shimonoseki. Após a derrota da Dinastia Qing para o Japão, Taiwan foi cedida aos japoneses, que estabeleceram o controle sobre a ilha. No entanto, muitos taiwaneses resistiram à ocupação, levando a um período de conflitos, incluindo a Revolta de Tapani de 1915, instaurada entre povos indígenas taiwaneses e o Japão Imperial. Taiwan permaneceu sob domínio japonês até o final da Segunda Guerra Mundial, em 1945, quando foi devolvida à República da China com a assinatura da Ata de Rendição.
As tensões nas relações China-Taiwan continuaram no século 20, durante a Guerra Civil Chinesa, com o alistamento involuntário de alguns homens paiwan nas forças anticomunistas do Kuomintang, contribuindo para a permanência de alguns indivíduos desse grupo em Fujian. A fuga do Kuomintang (KMT), ditadura nacionalista chinesa, ocorreu em 1949, após a derrota para o Partido Comunista Chinês durante a Guerra Civil Chinesa. O KMT, liderado por Chiang Kai-shek, refugiou-se em Taiwan, onde estabeleceu um governo sob uma ditadura nacionalista. Durante esse período, Taiwan foi governada de forma autoritária, com repressão política e censura.
O processo de redemocratização de Taiwan começou nos anos 1980, quando Chiang Ching-kuo, filho de Chiang Kai-shek, iniciou reformas políticas, culminando com a liberalização política e a transição para um sistema democrático. O fim da lei marcial em 1987 e as primeiras eleições multipartidárias em 1992 marcaram o processo de democratização do país.

### História da documentação
Como a maioria das línguas formosanas, somente a oralidade era usada pelo povo paiwan, não havendo registros de sistemas de escrita durante maior parte da história do idioma. A escrita moderna do paiwan surgiu a partir dos primeiros registros de documentação elaborados por pesquisadores estudantes da língua. Após 1947, com a necessidade de traduzir a Bíblia, foram criados sistemas de escrita baseados no alfabeto latino para várias línguas formosanas, incluindo o bunun, paiwan, taroko, atayal e amis. Esses sistemas foram desenvolvidos por missionários ocidentais em colaboração com as comunidades indígenas locais. 

### História do ensino
A língua paiwan é reconhecida como uma língua nacional em Taiwan e faz parte dos esforços de revitalização das línguas indígenas conforme a Lei de Desenvolvimento das Línguas Nacionais (1999). Em 2017, o Centro Cooperativo de Desenvolvimento Curricular Indígena, estabelecido na Universidade Nacional de Educação de Taichung (NTCU), introduziu o ensino mais inclusivo para as populações indígenas de Taiwan.
No entanto, os falantes de paiwan enfrentam desafios devido à política bilíngue do país, pois precisam aprender inglês, a língua indígena e o mandarim taiwanês sob as diretrizes do ensino bilíngue e da Lei de Línguas Nacionais. Escolas indígenas buscam equilibrar o aprendizado do paiwan com outras exigências educacionais, e algumas implementam programas bilíngues que integram o inglês e o paiwan. A necessidade de revitalização do idioma é reforçada pelo currículo nacional e por iniciativas voltadas ao ensino de línguas indígenas. Entretanto, ainda há poucos estudos sobre estratégias eficazes para fortalecer o ensino do paiwan dentro do sistema educacional taiwanês. 

## Fonologia

### Consoantes
O paiwan Kuɬaɬau tem 23–24 consoantes (/h/ só é usada em empréstimos de outras línguas). Ao contrário de muitas outras línguas formosanas que fundiram muitos fonemas proto-austronesianos, o paiwan preserva a maioria dos fonemas proto-austronesianos originais, o que é altamente importante para fins de reconstrução da língua. 
|             | labial | alveolar | retroflex | palatal | velar | uvular | glotal |
| ----------- | ------ | -------- | --------- | ------- | ----- | ------ | ------ |
| nasal       | m      | n        |           |         | ŋ     |        |        |
| plosiva     | p b    | t d      | ɖ         | c ɟ     | k ɡ   | q      | ʔ      |
| africada    |        | ts       |           |         |       |        |        |
| fricativa   | v      | s z      |           |         |       |        | h      |
| vibrante    |        | r        |           |         |       |        |        |
| aproximante | w      | l ɬ      |           | j       |       |        |        |

|                      | labial | alveolar | retroflex | palatal | velar | uvular | glotal |
| -------------------- | ------ | -------- | --------- | ------- | ----- | ------ | ------ |
| nasal                | m      | n        |           |         | ŋ     |        |        |
| plosiva              | p b    | t d      | ɖ         | c} ɟ    | k ɡ   | q      | ʔ      |
| africada             |        | ts ~ tʃ  | ts ~ tʃ   | ts ~ tʃ |       |        |        |
| fricativa            | v      | s z      |           |         |       |        | h      |
| vibrantel~ fricativa |        | r ~ ɣ    |           |         |       |        |        |
| aproximante          | ʋ      |          | ɭ         | ʎ j     |       |        |        |

No paiwan setentrional, as consoantes palatais foram perdidas, embora isso seja recente e alguns falantes conservadores mantêm-nas como variantes alofônicas (não como fonemas distintos)./ʔ/ é bem forte, de forma diferente de outros dialetos paiwan onde seu status seja incerto, pois deriva de *q.
|                     | labial | alveolar | retroflex | palatal | velar | glotal |
| ------------------- | ------ | -------- | --------- | ------- | ----- | ------ |
| nasal               | m      | n        |           |         | ŋ     |        |
| plosiva             | p b    | t d      | ɖ         |         | k ɡ   | ʔ      |
| africada            |        | ts       |           |         |       |        |
| fricativa           | v      | s z      |           |         |       | h      |
| vibrante~ fricativa |        | r        |           |         |       |        |
| aproximante         | w      | l~ ʎ     | ɭ         | j       |       |        |

|             | labial | alveolar | retroflex | palatal | velar | uvular | glotal |
| ----------- | ------ | -------- | --------- | ------- | ----- | ------ | ------ |
| nasal       | m      | n        |           |         | ŋ     |        |        |
| plosiva     | p b    | t d      | ɖ         | c ɟ     | k ɡ   | q      | ʔ      |
| africada    |        | ts       |           |         |       |        |        |
| fricativa   | v      | s z      |           |         | ɣ ~ r |        | h      |
| aproximante | w      |          | ɭ         | ʎ j     |       |        |        |

Os falantes mais jovens tendem a pronunciar /ʎ/ como [l]. A fricativa [ɣ] é característica da vila Mudan; em outros locais meridionais tende a ser uma vibrante [r], embora varie como [r ~ ɣ ~ ʁ ~ h]. No início da palavra k se torna /ʔ/.

### Vogais
O paiwan apresenta as quatro vogais nativas /a/, /i/, /ǝ/ e /u/, além do empréstimo da vogal média-alta posterior /o/, com uma baixa ocorrência de uso. Como estudado por Blust (1988), muitas das palavras de algumas línguas austronésias com o fonema /o/ são associados a empréstimos do mandarim, do taiwanês e do japonês.
| Vogal | Característica                   |
| ----- | -------------------------------- |
| i     | alta anterior não arredondada    |
| a     | baixa central não arredondada    |
| u     | alta posterior arredondada       |
| ǝ     | central não arredondada          |
| (o)   | média-alta posterior arredondada |

### Prosódia e tons
A prosódia é o estudo dos aspectos sonoros da fala que vão além dos fonemas individuais, como acento, entonação, ritmo e duração dos sons. Esses elementos influenciam a maneira como as palavras e frases são pronunciadas e interpretadas.

#### Tonicidade
A língua paiwan apresenta padrões de tonicidade previsíveis, mas com variações importantes em contextos específicos. Em geral, as palavras seguem regras regulares de acentuação, mas certos contextos sociais e pragmáticos introduzem modificações no padrão prosódico.
Um dos aspectos mais notáveis da tonicidade no paiwan é a presença de um acento de altura, especialmente em endereços diretos, como pronomes de segunda pessoa, nomes próprios e termos de parentesco. Nessas situações, um tom alto é adicionado à última sílaba da palavra, criando uma acentuação vocativa.  Esse fenômeno ocorre independentemente da sílaba tônica regular, ou seja, mesmo que uma palavra tenha sua própria tonicidade padrão, em um contexto vocativo o acento pode mudar para a última sílaba.
Diferentemente de línguas tonais, em que o tom é um elemento fundamental para diferenciar significados entre palavras, o paiwan não usa tons para distinguir palavras lexicais. Em vez disso, o tom alto nos vocativos tem uma função pragmática e social, sendo uma ferramenta para chamar atenção e marcar relações interpessoais em interações face a face.
| Pronome livre | Nominativo                               | Genitivo                                 | Acusativo                                     |
| ------------- | ---------------------------------------- | ---------------------------------------- | --------------------------------------------- |
| 1sg           | tiakǝn (σ́ σ)                             | niakǝn (σ́ σ)                             | canuakǝn (σ σ́ σ)                              |
| 2sg           | tisun (σ σ) (maior tom na última sílaba) | nisun (σ σ) (maior tom na última sílaba) | canusun (σ σ σ ) (maior tom na última sílaba) |
| 3sg           | timaɟu (σ σ́ σ)                           | nimaɟu (σ σ́ σ)                           | caimaɟu (σ σ́ σ)                               |
| 1pl Inclusiva | ticǝn (σ́ σ)                              | nicǝn (σ́ σ)                              | canuicǝn (σ σ́ σ)                              |
| 1pl Exclusiva | tiamǝn (σ́ σ)                             | niamǝn (σ́ σ)                             | canuamǝn (σ σ́ σ)                              |
| 2pl           | timun (σ σ) (maior tom na última sílaba) | nimun (σ σ) (maior tom na última sílaba) | canumun (σ σ σ ) (maior tom na última sílaba) |
| 3pl           | tiamaɟu (σ σ́ σ)                          | niamaɟu (σ σ́ σ)                          | caiamaɟu (σ σ σ́ σ)                            |

#### Entonação
A entonação envolve padrões de variação da altura do tom ao longo de frases inteiras. No Paiwan, a característica mais notável é a elevação do tom na última sílaba de vocativos (nomes próprios e termos de parentesco) em interações diretas. Esse fenômeno não muda o significado da palavra, mas adiciona uma camada comunicativa, indicando uma relação interpessoal ou um chamado. A entonação no paiwan está fortemente ligada à interação social e ao contexto comunicativo, especialmente em chamadas diretas e formas de tratamento. 

## Ortografia
O sistema de escrita do paiwan é o alfabeto latino, escrito da esquerda para a direita, numa forma sem as letras F, J, O, W, mas com os grafemas adicionais Lj, Ng, Tj. A seguir, estão listados a ortografia e os caracteres atribuídos por Ferrel (1982), Egli (1990) e Chang (2006), bem como as aproximações de suas respectivas pronúncias.
| Fonema | Ferrel (1982) | Egli (1990) | Chang (2006) | Aproximação em português ou inglês |
| ------ | ------------- | ----------- | ------------ | ---------------------------------- |
| /p/    | p             | p           | p            | separar                            |
| /t/    | t             | t           | t            | tarde                              |
| /tʲ/   | tj            | tj          | tj           | incomum em ambos os idiomas        |
| /k/    | k             | k           | k            | corpo                              |
| /ʔ/    | ʔ             | ʔ           | ʔ            | butter                             |
| /q/    | q             | q           | q            | incomum em ambos os idiomas        |
| /b/    | b             | b           | b            | bola                               |
| /d/    | d             | d           | N/A          | dado                               |
| /dʲ/   | dj            | j           | dj           | incomum em ambos os idiomas        |
| /ɖ/    | d             | dr          | D            | incomum em ambos os idiomas        |
| /g/    | g             | g           | g            | gato                               |
| /m/    | m             | m           | m            | mesa                               |
| /n/    | n             | n           | n            | noite                              |
| /ɳ/    | ng            | ng          | ng           | long                               |
| /s/    | s             | s           | s            | salto                              |
| /h/    | h             | h           | h            | carro                              |
| /v/    | v             | v           | v            | vaca                               |
| /z/    | z             | z           | z            | zero                               |
| /ts/   | c             | ts          | ts           | pizza (pronúncia em português)     |
| /ɾ/    | l             | r           | L            | barato                             |
| /l/    | ł             | l           | l            | calor                              |
| /r/    | r             | rh          | r            | rato                               |
| /w/    | w             | w           | w            | wonder                             |
| /j/    | y             | y           | y            | jazz                               |
| /i/    | i             | i           | i            | iodo                               |
| /u/    | u             | u           | u            | pulo                               |
| /ǝ/    | e             | e           | e            | banana (pronúncia em inglês)       |
| /a/    | a             | a           | a            | adoro                              |

O sistema de escrita do paiwan só apresenta diacríticos na forma elaborada por Ferrell, para os grafemas ḍ e ł. 

## Gramática
O idioma paiwan não apresenta artigos gramaticais definidos ou indefinidos em suas construções frasais, ao contrário da língua portuguesa. Em vez disso, o contexto da sentença ou a estrutura gramatical desempenha o papel de sugerir as outras características dos substantivos. 

### Pronomes

#### Pronomes pessoais
No paiwan, os pronomes pessoais podem ser clíticos ou livres, dependendo das relações entre os pronomes e as outras palavras inseridas na mesma sentença.
Os pronomes pessoais livres são aqueles que possuem autonomia sintática, ou seja, podem funcionar como sujeito da oração sem precisar estar ligados a outro termo. No idioma paiwan, para esses pronomes, há, ainda, o caso gramatical oblíquo, responsável por marcar um pronome como complemento verbal ou nome.
| Caso gramatical | Singular  | Singular | Singular  | Plural            | Plural            | Plural   |            |
| Caso gramatical | 1a PS     | 2a PS    | 3a PS     | 1a PP (Inclusiva) | 1a PP (Exclusiva) | 2a PP    | 3a PP      |
| --------------- | --------- | -------- | --------- | ----------------- | ----------------- | -------- | ---------- |
| Nominativo      | tiaken    | tisun    | timadju   | titjen            | tiamen            | timun    | tiamadju   |
| Genitivo        | niaken    | nisun    | nimadju   | nitjen            | niamen            | nimun    | nimadju    |
| Oblíquo         | tjanuaken | tjanusun | tjaymadju | tjanuitjen        | tjanuamen         | tjanumun | tjaiamadju |

Os pronomes pessoais clíticos do paiwan, usados pelo dialeto saichia, não apresentam conjugações na terceira pessoa. Além disso, no paiwan, os pronomes do caso nominativo, responsáveis por indicar o sujeito da frase, são proclíticos, enquanto os pronomes do caso genitivo, que indica posse, são enclíticos.
| Caso gramatical | Singular | Singular | Singular | Plural            | Plural            | Plural |
| Caso gramatical | 1a PS    | 2a PS    | 3a PS    | 1a PP (Inclusiva) | 1a PP (Exclusiva) | 2a PP  |
| --------------- | -------- | -------- | -------- | ----------------- | ----------------- | ------ |
| Nominativo      | (a)ken   | (e)sun   | --       | (i)tjen           | (a)men            | (e)mun |
| Genitivo        | ku       | su       | --       | tja               | nia               | nu     |

#### Pronomes demonstrativos
O paiwan contém dois principais pronomes demonstrativos: azua e aicu (que também pode ser escrito como cu ou icu). Ambos não apresentam especificação de gênero ou número, mas expressam um critério de distinção relacionado à proximidade aos objetos. Azua significa aquilo, e aico pode ser traduzido para isso.

### Substantivos
Os substantivos são palavras que nomeiam pessoas, objetos, lugares, sentimentos, ideias e fenômenos, funcionando como a base para a construção de frases. 

#### Nomes próprios
A língua paiwan apresenta alguns nomes próprios comumente usados para pessoas, os quais são listados a seguir:
| Nome feminino                               | Nome masculino                       |
| ------------------------------------------- | ------------------------------------ |
| dremedreman                                 | kuliw                                |
| sauniyaw                                    | puljaljuyan                          |
| saljeljeng                                  | sakinu                               |
| sauniyaw lja ljavitan (nome completo)       | cudjuy lja paqalius (nome completo)  |
| dremedreman lja tjamatjakan (nome completo) | ljua lja kadjaljavan (nome completo) |

#### Número e gênero
O paiwan apresenta dois marcadores de plural: mareka e la. O segundo é usado apenas em termos de tratamento, e mareka é posicionado antes do substantivo principal, podendo ser precedido por marcadores de caso ou demonstrativos.  Alguns exemplos de uso, escritos sob sistema ortográfico de Chang (2006), são representados abaixo:
| Marcador | Paiwan                                                      | Português                                       |
| -------- | ----------------------------------------------------------- | ----------------------------------------------- |
| la       | la vu vu! tjaculu? aw! la mare-Dava! la mare-Dava!          | Netos! Vamos matar! (o porco) Garotas! Garotas! |
| Mareka   | mirava anga tiamadju tua zua mareka inaLaaLap a ?emuzimuzip | Eles embalaram aqueles animais que pegaram.     |

A distinção entre os gêneros masculino e feminino do paiwan ocorre nos radicais dos substantivos. Em paiwan, o termo menino pode ser escrito como uqaljay, enquanto menina é representado por vavayan. No plural, meninos pode ser traduzido para kakedriyan (que também pode significar "crianças"), e vavayavayan é a forma escrita para meninas.

#### Partículas gramaticais
Algumas partículas adicionais do paiwan cumprem o papel de indicar a função sintática dos substantivos dentro da frase, por meio do estabelecimento de relações entre termos.
1. a – mostra um relacionamento equacional; singular pessoal. = ti, pessoal plural = tia;
2. nua – mostra um relacionamento genitivo / partitivo; pessoal singular. = ni, pessoal plural = nia;
3. tua – mostra que o relacionamento não é equativo nem genitivo; pessoal singular.= tjai, pessoal plural = tjaia.

| -                   | -        | Nominativo | Oblíquo   | Genitivo |
| ------------------- | -------- | ---------- | --------- | -------- |
| Substantivo próprio | Singular | ti         | tjay      | ni       |
| Substantivo próprio | Plural   | tia        | tj(a)ia   | nia      |
| Substantivo comum   | -        | a          | tua/ta/tu | nua/na   |

- Qacaqaca a ku kama. (meu pai é alto)

No exemplo acima, o marcador a sugere uma relação equacional, igualando a ideia Qacaqaca (alto) ao conjunto ku kama (meu pai).

### Verbos
Diferentemente da língua portuguesa,a língua paiwan não apresenta, na própria estrutura do verbo, indicadores para a expressão do gênero, da pessoa ou do número verbal. Essa diferenciação só é perceptível, portanto, com o contexto da sentença e com o nome utilizado. 
- Situação 1

A: su sinsi timadju? (ele é seu professor?)
B: ui, ku sinsi timadju. (sim, ele é meu professor)
- Situação 2

A: su sinsi timadju? (ela é sua professora?)
B: ini, ku kina timadju. (não, ela é minha mãe)
Nas duas situações demonstradas acima, a diferenciação de gêneros pelo leitor só ocorre com a análise da resposta, a qual indica, a partir do significado do substantivo, o gênero da pessoa mencionada.

#### Modo, tempo e aspecto
Os conceitos de modo, tempo e aspecto representam, em conjunto, quando e como a ação do verbo se desenvolve ao longo de uma sentença.
O modo verbal corresponde às formas como os verbos se expressam, a depender de suas respectivas intencionalidades em determinados contextos. No paiwan, existem os modos imperativo, subjuntivo e indicativo, indicados por partículas ou pela construção frasal.
- A marcação de frases imperativas positivas ocorre com a expressão da partícula -u, -an ou -i nas terminações do verbo, e para frases imperativas negativas, além das partículas, há o uso da palavra maya no início da ordem;[39]

- O modo subjuntivo é indicado com os sufixos -aw, -ay ou -an;[38]

- O modo indicativo pode ser representado com a formação de uma frase sem um marcador específico, sendo considerada uma sentença "padrão".

O tempo verbal diz respeito a quando a ação indicada pelo verbo é realizada. No paiwan, o tempo é indicado pela presença de partículas no próprio verbo.
- O passado é comumente indicado com a presença da palavra na antes do verbo;

- O tempo futuro pode ser percebido pelo uso da palavra uri antes do verbo;[40]

- O presente, na maioria das ocorrências, não apresenta um marcador específico, sendo considerado um "tempo padrão".

Os aspectos verbais descrevem a maneira como uma ação ou estado é visto em relação ao seu desenvolvimento, duração ou conclusão, independentemente de quando ela ocorre no tempo (passado, presente ou futuro). Os aspectos habitual e perfeito, que indicam ações regulares e concluídas, respectivamente, podem ser identificados em frases declarativas.

#### Verbos auxiliares
Os verbos auxiliares são aqueles que acompanham o verbo principal para adicionar significado gramatical, não apresentando, normalmente, um sentido completo por si só. No paiwan, há seis principais verbos auxiliares, os quais, somados a um exemplo em frase, são listados a seguir:
- uri - modalidade auxiliar;

- tjara - "deve";

- ula "espero";

- ki - "vai" (futuro próximo);

- ini=ka - negador proposicional;

- maya (sa) - auxiliar proibitivo.

Alguns exemplos em frase incluem:
- tjara kanu! (Você deve comer!)

- pai, ku vaikaw, ula mun a maca?u a masengseng. (Então, eu vou e espero que você consiga trabalhar)

#### Vozes verbais
As vozes verbais indicam a relação entre o sujeito e a ação expressa pelo verbo, evidenciando se o sujeito realiza, sofre ou participa da ação de maneira recíproca. No paiwan, os tipos de vozes verbais incluem as vozes ativa, do sujeito passivo, do sujeito passivo locativo e do sujeito passivo circunstancial.
Quando o sujeito exerce a ação, o verbo apresenta o infixo em, enquanto o prefixo ma surge quando é necessário indicar uma ação sofrida pelo sujeito.  Por exemplo, em djemameq (atira), o marcador em está dentro do verbo djameq (atirar), indicando uma ação exercida pelo próprio sujeito. De modo análogo, madjameq significa foi atirado, portanto, o sujeito sofre a ação.

### Sentenças

#### Ordem da frase e alinhamento
A ordem da frase do paiwan, isto é, a sequência morfológica da sentença, segue a ordem VOS (verbo-objeto-sujeito), mas pode apresentar, também, a ordem VSO (verbo-sujeito-objeto).  O alinhamento morfossintático do paiwan, assim como o de muitas línguas formosanas, é ergativo-absolutivo, ou seja,  marca o sujeito de verbos intransitivos e o objeto de verbos transitivos no absolutivo, e o sujeito de verbos transitivos no ergativo.
- Tjengelay a zemuga azua kakedrian. (aquela criança gosta de fazer desenhos)

No exemplo acima, tjengelay (gostar) é o verbo principal e, após o conectivo a, é seguido por zemuga, que age como complemento. A frase termina com azua kakedrian (aquela crinaça), sendo este o sujeito da sentença.

## Vocabulário

### Números cardinais
Alguns números cardinais do paiwan são listados abaixo. O número zero não apresenta representação no conjunto numérico utilizado pelo povo paiwan.
| Número | Paiwan | Número | Paiwan            | Número | Paiwan                | Número | Paiwan              |
| ------ | ------ | ------ | ----------------- | ------ | --------------------- | ------ | ------------------- |
| 1      | ita    | 9      | siva              | 17     | tapuluq sa pitju      | 25     | drusa puluq sa lima |
| 2      | drusa  | 10     | tapuluq           | 18     | tapuluq sa alu        | 30     | tjelu a puluq       |
| 3      | tjelu  | 11     | tapuluq sa ita    | 19     | tapuluq sa siva       | 40     | sepatj a puluq      |
| 4      | sepatj | 12     | tapuluq sa drusa  | 20     | drusa puluq           | 50     | lima puluq          |
| 5      | lima   | 13     | tapuluq sa tjelu  | 21     | drusa puluq sa ita    | 60     | unem a puluq        |
| 6      | unem   | 14     | tapuluq sa sepatj | 22     | drusa puluq sa drusa  | 70     | pitju a puluq       |
| 7      | pitju  | 15     | tapuluq sa lima   | 23     | drusa puluq sa tjelu  | 80     | alu a puluq         |
| 8      | alu    | 16     | tapuluq sa unem   | 24     | drusa puluq sa sepatj | 90     | siva puluq          |

### Graus de parentesco
Alguns graus de parentesco em paiwan e suas respectivas traduções em português são representados a seguir:
| Paiwan                      | Português               |
| --------------------------- | ----------------------- |
| kama                        | pai                     |
| kina                        | mãe                     |
| vuvu a uqaljay              | avô                     |
| vuvu a vavayan              | avó                     |
| kaka a tjavulung            | irmão/irmã              |
| kaka a tjavulung a uqaljay  | irmão                   |
| kaka a tjavulung a vavayan  | irmã                    |
| kaka a tjaljaljak           | irmão/irmã mais novo(a) |
| kaka a tjaljaljak a uqaljay | irmão mais novo         |
| kaka a tjaljaljak a vavayan | irmã mais nova          |
| siruvetjek                  | irmãos e irmãs          |
| ti kama i....(kuliw)        | tio                     |
| ti kina i....( tjuku)       | tia                     |

### Exemplos de diálogos
Alguns exemplos de diálogos entre falantes A e B, bem como suas respectivas situações de uso, são expostos abaixo:

#### Perguntas e respostas sobre relacionamentos
A: tima zua a uqaljay? (quem é aquele homem?)
B:  ku sinsi timadju. (ele é meu professor)

A: tima zua a vavayan? (quem é essa mulher?)
B: ku kaka a tjavulung a vavayan. (ela é minha irmã)

A: tima zua a kakedrian? (quem são essas crianças?)
B: ku qalialian tiamadju. (eles são meus amigos)

#### Perguntas e respostas sobre quantidades
A: mapida mun a taqumaqanan? (quantas pessoas há na sua família?)
B: maljelima men a taqumaqanan. (há cinco pessoas em nossa família)

A: pida anga su cavilj? (quantos anos você tem?)
B: tapuluq sa lima anga ku cavilj. (tenho quinze anos)

A: pida milingan a su sipaceged nu kadjamadjaman? (a que horas você acorda de manhã?)
B: unem a milingan a ku sipaceged nu kadjamadjaman. (eu acordo às seis da manhã)

#### Perguntas e respostas sobre o tempo
A: sikamasan pida qadaw tucu ta isiukang? (que dia da semana é hoje?)
B: niciyu tucu. (hoje é domingo)

A: singidan a su sinisa vavua? (quando você irá para as montanhas?)
B: sitiavan a ku sinisa vavua. (eu fui para as montanhas ontem)

A: nungida sisavavua nimadju? (quando ele irá para as montanhas?)
B: nutiau a sisa vavua nimadju. (ele irá para as montanhas amanhã)